# Антихипотензивни лекови
Антихипотензивни лекови или вазопресори  група су медикамената која изазива контракцију (вазоконстрикцију) глатког мишићног ткива у зиду капилара и артерија. Ови лекови се у терапији примењује да одржи живот и очувају перфизију у присуству хипотензије, стања опасног по живот, чак и када хиповолемија још увек није решена. Иницијална терапија вазопресорима увек се примењује када треба постићи средњи средњи артеријски притисак (МАП) од 65 mmHg. Најчешће индикације за које се користе вазопресори су отпорни септички шок и друга шокна стања, хепаторенални синдром, крварења.

## Механизми
Патофизиолошки основу хиповолемијских стања чини смањивање системске васкуларне резистенције (SVR) што има за последицу пад крвног притиска.
MAP = CO x SVR
- MAP - средњи артеријски притисак
- SVR - системске васкуларна резистенција, тонус

Зато се у лечењу хипотензије користе вазопресори, како би потпомогли ткивну перфузију повећањам срчаног избачаја и смањивањем системске васкуларне резистенције (SVR), у болесника који су и надаље хипотензивни упркос адекватној надокнади циркулишућег волумена.
Механизам дејста вазопресора заснива се на вазоконстрикцији, сужавању крвних судова, која због повећаног отпора у циркулацији подиже вредности крвног притиска. Механизам деловања углавном се заснива на активацији рецептора у симпатичком нервном систему. Последице су:
- повећан васкуларни тонус,
- повећана контрактилност срца,
- повећан обим срчаног пумпања.

Генерализована вазоконстрикција обично доводи до повећања системског крвног притиска, али хипертензија може да се јави и у специфичним ткивима, изазивањем локалног смањења протока крви. Обим вазоконстрикције може да буде мали или озбиљна у зависности од супстанце или природе поремећаја. Многи вазопресори такође могу изазвати и учинак вазодилатације, што треба имати у виду током њихове примене.
Испод прага MAP-а, ауторегулација у критичним васкуларним коритима може бити изгубљена а перфузија постаје директно зависна од крвног притиска, који доводи до смањене перфузије, смањене испоруке кисеоника која последично може резултовати хипоксијом и изумирањем ћелија. Зато је код појединих болесника неопходна ургентна терапија вазопресорима како би се остварио минимални перфузиони притисак и очувао адекватан проток крви и тиме осигурала адекватна исхрана и оксигенација ткива.. Бројне студије доказале су да је постизање вредности MАП-а од 65 mmHg може остварити применом норадреналина, који успешно чува ткивну перфузију.
Без обзира на то што је МАП одређен консензусаом на 65 mmHg, у сваком конкретном случају оптимални MAP треба прилагодити сваком пацијенту; веће вредности притиска потребне су код болесника са атеросклерозом и/или претходном хипертензијом у односу на млађе болеснике без кардиоваскуларног коморбидитета. У младих, претходно нормотензивних болесника нижи MAP може бити адекватан.
Од значаја за примену вазопресора је такође крвни притисак, као крајњи ефекат, заједно са знацима локалне и глобалне перфузије као што су лактати, перфузија коже, ментални статус и диуреза. Зато пре употребе вазопресора, као основни аспект у постизању контроле хемодинамике пацијената у нпр шока, треба применити адекватну надокнаду течности. Ипак, рана употреба вазопресора као хитне мере код пацијената са тешким септичним шоком често је неопходна, када је на пример дијастолни крвни притисак јако низак. Када су вазопресори јако рано укључени у терапију тада треба уложити труд да се њихова постепена замена изврши са континуираном надокнадом течности.

## Врсте и примена

### Норадреналин и адреналин
Норадреналин (норепинефрин) повећава MAP својим вазоконстрикторним ефектом уз незнатне промене у срчаној фреквенцији и са мањим повећањем ударног волумена срца у односу на допамин. Норадреналин је потентнији од допамина и може бити ефикаснији у кориговању хипотензије код пацијената са септичким шоком. Зато се на основу наведених искустава (и према бројним препорукама) најчешче у пракси примењује норадреналин као вазопресор првог избора.
Норадреналин дат интравенозно делује на α1 и α2 адренергичкр рецепторе преко којих изазива сужавање крвних судова. Његови ефекти су често ограничени у повећању крвног притиска због агонистичке активности на α1 и α2 рецептора, што може резултовати повећањем периферне васкуларне резистенције. У високим дозама, и посебно када је у комбинацији са другим вазопресори, може довести у екстремитетима до појаве исхемије и изумирања ткива. Норепинефрин се користи углавном за лечење пацијената у вазодилаториним шоком, као што су случајеви септичког и неурогеног шока, све док показује мање нежељених ефеката у односу на лечење допамином.
У хипотензији, се предлаже и примена адреналина (додатог и/или као потенцијална замена за норадреналин) када је потребан додатни вазопресор ради одржавања адекватног крвног притиска. Адреналин би требало да буде прва алтернатива норадреналину. Адреналин може повећати аеробну продукцију лактата стимулацијом β2- адренергичких рецептора у скелетним мишићима што може ограничити употребу клиренса лактата у терапији надокнаде волумена.

### Вазопресин
Вазопресин, у дози од 0,03 IJ/min, може се додати норадреналину с циљем подизања SAP-а или смањења дозе норадреналина. Вазопресин у малим дозама се не препоручује као појединачни вазопресор за започињање лечења хипотензије (нпр индуковане сепсом). Вазопресин у дозама већим од 0,03-0,04 IJ/min треба користити као терапију „спасавања“ (када другим лековима није могуће постићи адекватан SAP).
Уочено је да су дозе вазопресина у септичком шоку ниже него што би се очекивало у једном шокном стању. У тим стањима ниске дозе вазопресина могу бити ефикасне за подизање крвног притиска код болесника који не реагују на друге вазопресоре, а могу имати и друге физиолошке користи.
| „ | Студије показују да су концентрације вазопресина повишене у раној фази септичком шока, а снижене или нормалне код већине пацијената у наредних 24 до 48 h трајања шока. То се означава као релативни недостатак вазопресина зато што је за очекивати да у присуству хипотензије вредности вазопресина буду повишене. Значај ових открића још увек је непознат. VASST студија, која је упоређивала ефекте норадреналина и норадреналина заједно са вазопресином у дози од 0,03 IJ/min, није показала разлике у тестираној популацији. Веће дозе вазопресина треба чувати за стања удружена са исхемијом срца, прстију и спланхничном исхемијом и друге ситуације у којима су алтернативни вазопресори без ефекта. | ” |

#### Терлипресин
Терлипресин (Terlipressin) је аналог вазопресина који се користи као вазоактивни лек у терапији хипотензије. За њега је утврђено да је ефективан у случајевима кад норепинефрин није делотворан. Терлипресин има сличне ефекте али дуготрајније деловање.

### Допамин
Допамин повећава SAP и минутни волумен срца примарним повећањем ударног волумена и срчане фреквенције. Може бити посебно користан код болесника са компромитованом систолном функцијом срца, али много чешће изазива тахикардију и има јаче изражено проаритмогено деловање од норадреналина.
Допамин може такође да утиче и на ендокрини одговор преко хипоталамо-хипофизне осовине и да доведе до имуносупресивног ефекта. Информације добијене из пет рандомизираних студија (са статистичком значајношћу код n = 1993 пацијената са септичким шоком), које упоређују норадреналин и допамин, не подржавају рутинску примену допамина нпр у лечењу септичког шока.
И поред тога што неке студије на људима и животињама указују да адреналин има штетан ефекат на спланхничку циркулацију и да доводи до хиперлактатемије, нема клиничких доказа да је његова примена повезана са лошијим исходом. Зато се примена допамин предлаже као алтернатива норадреналину само код мале подгрупе пацијената (нпр. пацијенти са ниским ризиком за тахиаритмије, пацијенти са апсолутном или релативном брадикардијом).
Препорука је инда се допамин у ниским дозама не треба користити за заштиту бубрега у хиповолемији.

### Фенилефрин
Фенилефрин, са готово чистим α-адренергичким ефектима, је адренергички агенс најмање способан да изазове тахикардију, али може смањити ударни волумен и због тога се не препоручује у третману шока сем у ситуацијама када је:
- Норадреналин повезан са озбиљним аритмијама,
- Када се зна да је минутни волуме срца висок а крвни притисак и даље низак
- Као терапија „спасавања“ када упркос комбинованој примени инотропа/вазопресора и малих доза вазопресина није могуће постићи циљни MAP.[26]

## Spoljašnje veze
- Antihypotensive agent disrupts the immune system in sepsis (језик: енглески)

|  | Молимо Вас, обратите пажњу на важно упозорење у вези са темама из области медицине (здравља). |